# 1号型魚雷艇
1号型魚雷艇（いちごうがたぎょらいてい、英語: PT No.1 class torpedo boat）は、海上自衛隊が運用していた魚雷艇の艦級。また準同型艇の3号型魚雷艇、5号型魚雷艇についても本項で扱う。

## 来歴
1952年（昭和27年）4月26日、海上保安庁内において、将来の海軍の母体となるべく海上警備隊が創設された。海上警備隊は、同年8月1日には陸上部隊である警察予備隊（のちの保安隊）とともに保安庁隷下に移管されて警備隊に改組され、本格的な再編制への体制が整えられることになった。
しかし警備隊の発足時に保有していた船舶は、海上保安庁から所管換された掃海船等78隻に過ぎなかった（海上自衛隊の掃海船 (編入船)参照）。このことから、日米船舶貸借協定により、1953年1月1日より日本にパトロール・フリゲート（PF; くす型警備船）や上陸支援艇（LSSL; ゆり型警備船）が貸与されるとともに、昭和28年度計画の編成にあたって大蔵省が防衛分担金の枠から艦艇建造費への振り分けを認めたのに伴って、初の国産艦艇新造計画が立案された。
28年度計画では、警備船として、甲型警備船（のちのはるかぜ型DD）2隻、これに準ずる乙型警備船（「あけぼの」およびいかづち型DE）3隻とともに、丙型警備船6隻が盛り込まれた。運用実績の比較のため、これらの丙型警備船6隻は、異なる船質で3パターン2隻ずつを建造することとされた。これらのうち、木製艇が1号型、軽合金艇が3号型、鋼製艇が5号型であった。
その後、1954年（昭和29年）の防衛庁の発足に伴い、警備隊は海上自衛隊に改組された。また計画段階では、これらは丙型駆潜艇と称されていたが、後には魚雷艇と改称した。

## 船体
上記の通り、各型は船質には差異があるが、基本的な設計と主機関、装備は共通とされていた。なお、当時の保安庁・防衛庁の設計能力の不足のために、同世代の護衛艦などは外郭団体である船舶設計協会によって設計されていたが、魚雷艇については当初から部内で設計が行われた。
1号型
木製艇であり、外板と甲板は台湾ヒノキ、骨材はケヤキ、フレームは耐水合板にケヤキを接着する方式とされた。船型は旧海軍のハードチャインを改良したV型の一種であるオメガプレーンであった。
木製艇は建造実績が豊富であったが、吸水による重量増が高速艇にとってはマイナスであり、金属艇の実績が良好であったこともあり、以後木製魚雷艇が建造されることはなかった。
3号型
アルミ合金艇。当時、日本にはアルミ合金艇の実績がなかったため、海上保安庁がやはり昭和28年度計画で15メートル型巡視艇「あらかぜ」を先駆者として建造して、1954年3月に竣工した状況であり、その実績は海自3号型の建造を含めた日本の軽合金艇の進歩に大きく貢献していた。
船型は基本的に1号型と同様だが、船側中部にもチャインが設けられ、またブリッジが中央部とされた。
5号型
鋼製艇であり、船体の構造材料はSM41相当材であった。船殻の重量は準同型3クラス中で最も重かったが、吸水による重量増がなかった分だけ実際には1号型より有利であった。ただしアルミ合金艇の運用実績が高く評価されたことから、以後の魚雷艇はいずれもアルミ合金艇とされた。
なお、これら3クラスは、いずれも船底中部にソナードームを有したが、この抵抗が予想外に大きかったため、いずれも下表に示した計画速力を発揮するには至らなかったとされている。

## 機関
主機関は、三菱日本重工のYV20ZC15/20型ディーゼルエンジンとされた。これは、第二次世界大戦中に開発に着手された高回転・大出力の三菱ZC型をもとにした、V型20気筒2サイクル単動・過給・逆転装置付きディーゼルエンジンであった。本型では2基を搭載し、それぞれ歯車減速機を介して1軸ずつの推進器を駆動していた。定格出力2,000馬力 (1,500 kW)、回転数1,600rpm、重量6.6トン、馬力あたり重量6.6kg/PSであった。
なお、本エンジンは、実用試験を経ずにいきなり実用機として開発されたことから、当初初期不良が多発し、本型の稼働率低下を招いた。しかし本質的には優れた設計であったことから、後には非磁性化などの改正を加えた派生型があただ型掃海艇「いつき」に搭載され、以後の掃海艇の標準となった。

## 装備
28年度計画魚雷艇は、計画名を「丙型駆潜艇」と称したとおり、主任務である対水上邀撃に加えて、副次任務として対潜戦も考慮されていた。このため、船底中部にソナードームを配置して、ここにサーチライト・ソナーである試製55式SS探信儀1型OQS-1を装備した。ただし上記の通り、特に高速航行時の造波抵抗が大きく最大速力を制約したほか、これに伴うキャビテーション・ノイズのためにソナーの実用性も低かったとされている。またマスト上部にはXバンドのOPS-4C対水上捜索レーダーが搭載されたがこれは7号型魚雷艇に至るまでの標準装備品となった。
主兵装となる魚雷発射管としては、試製54式53センチ単装水上発射管HO-101が採用され、船体中部両舷に1門ずつが搭載された。ここから運用される魚雷は国産の試製54式魚雷であり、直進式の1型（実用試験で問題が多発し、短期間で中止）のほか、パッシブ音響ホーミング方式の誘導魚雷である3型もあり、対潜兵器としても期待しうるものであった。さらに対潜迫撃砲として、マウストラップ Mk.20を艦首甲板に2基搭載した。高角機銃としてはボフォース 40mm機関砲を単装のMk.3砲架に配して搭載した。砲身は空冷式で、操縦方式もアンプリダインとされていた。

## 諸元表
|            | 1号型                                                         | 3号型                                                         | 5号型                                                         |
| ---------- | ------------------------------------------------------------- | ------------------------------------------------------------- | ------------------------------------------------------------- |
| 基準排水量 | 75 t                                                          | 70 t                                                          | 75 t                                                          |
| 満載排水量 | 97 t                                                          | 92 t                                                          | 98 t                                                          |
| 全長       | 25.0 m                                                        | 26.0 m                                                        | 25.0 m                                                        |
| 最大幅     | 6.5 m                                                         | 6.8 m                                                         | 6.5 m                                                         |
| 深さ       | 3.2 m                                                         | 3.2 m                                                         | 3.2 m                                                         |
| 吃水       | 1.2 m                                                         | 1.1 m                                                         | 1.2 m                                                         |
| 主機       | 三菱YV20ZC15/20 ディーゼルエンジン×2基 スクリュープロペラ×2軸 | 三菱YV20ZC15/20 ディーゼルエンジン×2基 スクリュープロペラ×2軸 | 三菱YV20ZC15/20 ディーゼルエンジン×2基 スクリュープロペラ×2軸 |
| 機関出力   | 4,000馬力                                                     | 4,000馬力                                                     | 4,000馬力                                                     |
| 速力       | 30ノット ※公試では27ノット                                    | 31ノット ※公試では28ノット                                    | 30ノット                                                      |
| 兵装       | Mk.3 40mm単装機銃×1基                                         | Mk.3 40mm単装機銃×1基                                         | Mk.3 40mm単装機銃×1基                                         |
| 兵装       | マウストラップ対潜ロケット砲×2基                              |                                                               |                                                               |
| 兵装       | HO-101 533mm魚雷発射管×2門                                    |                                                               |                                                               |
| レーダー   | OPS-4C 対水上捜索用                                           | OPS-4C 対水上捜索用                                           | OPS-4C 対水上捜索用                                           |
| ソナー     | OQS-1 船底装備式                                              | OQS-1 船底装備式                                              | OQS-1 船底装備式                                              |

## 同型艇
| #               | 艦名      | 建造所              | 起工                        | 竣工                         | 配属                                 | 区分変更                    | 除籍                        |
| --------------- | --------- | ------------------- | --------------------------- | ---------------------------- | ------------------------------------ | --------------------------- | --------------------------- |
| PT-801 → YAS-48 | 魚雷艇1号 | 日立造船 神奈川工場 | 1955年 （昭和30年） 5月18日 | 1956年 （昭和31年） 10月10日 | 第1魚雷艇隊 (横須賀地方隊)           | 1970年 （昭和45年） 3月2日  | 1974年 （昭和49年） 9月30日 |
| PT-802 → YAS-49 | 魚雷艇2号 | 日立造船 神奈川工場 | 1955年 （昭和30年） 5月18日 | 1956年 （昭和31年） 11月15日 | 第1魚雷艇隊 (横須賀地方隊)           | 1970年 （昭和45年） 3月2日  | 1973年 （昭和48年） 3月31日 |
| PT-803 → YAS-52 | 魚雷艇3号 | 三菱造船 下関造船所 | 1955年 （昭和30年） 5月11日 | 1956年 （昭和31年） 12月15日 | 第2魚雷艇隊 (横須賀地方隊 →呉地方隊) | 1972年 （昭和47年） 3月31日 | 1973年 （昭和48年） 3月31日 |
| PT-804 → YAS-53 | 魚雷艇4号 | 三菱造船 下関造船所 | 1955年 （昭和30年） 5月11日 | 1956年 （昭和31年） 12月18日 | 第2魚雷艇隊 (横須賀地方隊 →呉地方隊) | 1972年 （昭和47年） 3月31日 | 1973年 （昭和48年） 3月31日 |
| PT-805 → YAS-54 | 魚雷艇5号 | 東造船              | 1955年 （昭和30年） 6月23日 | 1956年 （昭和31年） 10月12日 | 第1魚雷艇隊 (横須賀地方隊)           | 1972年 （昭和47年） 3月31日 | 1974年 （昭和49年） 3月30日 |
| PT-806 → YAS-55 | 魚雷艇6号 | 東造船              | 1955年 （昭和30年） 6月23日 | 1956年 （昭和31年） 11月6日  | 第1魚雷艇隊 (横須賀地方隊)           | 1972年 （昭和47年） 3月31日 | 1974年 （昭和49年） 3月30日 |